# Holorusia calliergon
Holorusia calliergon är en tvåvingeart som först beskrevs av Alexander 1940.  Holorusia calliergon ingår i släktet Holorusia och familjen storharkrankar. Inga underarter finns listade i Catalogue of Life.